# 恋愛ストライカー
「恋愛ストライカー」（れんあいストライカー）は、YGAの3枚目のシングルである。2011年2月9日発売。発売元は日本コロムビア。

## 概要
前作から約2年3ヶ月ぶりのシングル。初回盤と通常盤の2形態で発売。
オリコンチャートでは初めてのトップ10入りを記録。しかし、翌週のチャートではオリコンチャート圏外となり、EXILE TRIBEの「THE REVOLUTION」が1位から200位圏外まで最大下落を記録するまで、オリコンで10位以内から最大下落した曲だった。

## 収録曲
1. 恋愛ストライカー (3:53) 
作詞：tzk／作曲：SEI☆SHIN／編曲：高橋浩一郎
テレビ東京系「ピラメキーノ」エンディング・テーマ
2. 電撃少女! (3:32)
作詞：Mary Tan／作曲：SEI☆SHIN／編曲：倉内達矢
3. 恋愛ストライカー(INSTRUMENTAL)
4. 電撃少女!(INSTRUMENTAL)